# Craig Pickering
Craig Keith Pickering (ur. 16 października 1986 w Crawley) – brytyjski lekkoatleta, sprinter, w latach 2013-2014 bobsleista. Medalista mistrzostw świata, halowy wicemistrz Europy, złoty i srebrny medalista drużynowych mistrzostw Europy, uczestnik igrzysk olimpijskich w Pekinie. Mistrz Europy w kategoriach wiekowych U20 i U23 oraz medalista mistrzostw globu do lat 18.

## Przebieg kariery
W 2003 roku sięgnął po brązowy medal mistrzostw świata juniorów młodszych, w konkurencji biegu na 100 m. Rok później próbował sił jako członek sztafety 4 × 100 m na mistrzostwach świata U20, ale ekipa z jego udziałem została zdyskwalifikowana. Za to w 2005 roku został mistrzem Europy juniorów w biegu na 100 m.
W 2007 roku otrzymał tytuł halowego wicemistrza świata w konkurencji biegu na 60 m. Został też dwukrotnym medalistą młodzieżowych mistrzostw Europy (w biegu na 100 m i sztafecie 4 × 100 m) oraz medalistą mistrzostw globu w sztafecie 4 × 100 m.
Uczestniczył w igrzyskach olimpijskich w Pekinie, występ dla Brytyjczyka nie był udany. Odpadł on w ćwierćfinale biegu na 100 m (zajął z czasem 10,18 piąte miejsce w grupie i 17. miejsce w gronie wszystkich ćwierćfinalistów), a także znalazł się w składzie sztafety 4 × 100 m (została ona zdyskwalifikowana w eliminacjach).
W 2010 roku uczestniczył w drużynowych mistrzostwach Europy, na których wywalczył srebrny medal w biegu rozstawnym 4 × 100 m. W tejże konkurencji rok później ponownie otrzymał medal drużynowego europejskiego czempionatu, tym razem w kolorze złotym. Po raz ostatni w zawodach lekkoatletycznych wystąpił na rozegranym w 2013 roku memoriale Josefa Odložila, w ramach którego zajął 6. miejsce w finale konkursu biegu na 100 m.
W 2013 roku rozpoczął starty w międzynarodowych imprezach bobslejowych, po raz ostatni w takich zawodach brał udział 19 stycznia 2014 roku podczas konkursu Pucharu Świata rozgrywanego w Innsbrucku, który ukończył na 20. miejscu.

## Osiągnięcia
Wymieniono w tym rozdziale wyłącznie osiągnięcia w lekkoatletyce.
| Rok     | Zawody                                | Miasto     | Miejsce | Konkurencja        | Wynik   |
| ------- | ------------------------------------- | ---------- | ------- | ------------------ | ------- |
| 2003    | Mistrzostwa świata juniorów młodszych | Sherbrooke | brąz    | bieg na 100 m      | 10,85   |
| 2004    | Mistrzostwa świata juniorów           | Grosseto   | DSQ     | sztafeta 4 × 100 m | N/A     |
| 2005    | Mistrzostwa Europy juniorów           | Kowno      | złoto   | bieg na 100 m      | 10,51   |
| 2005    | Mistrzostwa Europy juniorów           | Kowno      | DNF H   | sztafeta 4 × 100 m | 38,39   |
| 2007    | Halowe mistrzostwa Europy             | Birmingham | srebro  | bieg na 60 m       | 6,59    |
| 2007    | Puchar Europy                         | Monachium  | złoto   | bieg na 100 m      | 10,15   |
| 2007    | Puchar Europy                         | Monachium  | złoto   | sztafeta 4 × 100 m | 38,30   |
| 2007    | Młodzieżowe mistrzostwa Europy        | Debreczyn  | srebro  | bieg na 100 m      | 10,14   |
| 2007    | Młodzieżowe mistrzostwa Europy        | Debreczyn  | złoto   | sztafeta 4 × 100 m | 38,95 = |
| 2007    | Mistrzostwa świata                    | Osaka      | 6. SF   | bieg na 100 m      | 10,29   |
| 2007    | Mistrzostwa świata                    | Osaka      | brąz    | sztafeta 4 × 100 m | 37,90   |
| 2008    | Igrzyska olimpijskie                  | Pekin      | 5. QF   | bieg na 100 m      | 10,18   |
| 2008    | Igrzyska olimpijskie                  | Pekin      | DSQ H   | sztafeta 4 × 100 m | N/A     |
| 2009    | Halowe mistrzostwa Europy             | Turyn      | 5.      | bieg na 60 m       | 6,61    |
| 2010    | Drużynowe mistrzostwa Europy          | Bergen     | srebro  | sztafeta 4 × 100 m | 39,00   |
| 2010    | Mistrzostwa Europy                    | Barcelona  | 5. H    | sztafeta 4 × 100 m | 39,49   |
| 2011    | Drużynowe mistrzostwa Europy          | Sztokholm  | złoto   | sztafeta 4 × 100 m | 38,60   |
| 2011    | Mistrzostwa świata                    | Daegu      | DNF SF  | sztafeta 4 × 100 m | N/A     |
| Źródło: |                                       |            |         |                    |         |

W 2007 roku zdobył tytuł halowego mistrza kraju w konkurencji biegu na 60 m.

## Rekordy życiowe
- bieg na 100 m – 10,14 (13 lipca 2007, Debreczyn)
- bieg na 200 m – 20,89 (22 maja 2010, Loughborough)
- sztafeta 4 × 100 m – 37,90 (1 września 2007, Osaka)

Halowe
- bieg na 60 m – 6,55 (27 stycznia 2007, Glasgow; 3 lutego 2007, Stuttgart)
- bieg na 200 m – 22,19 (29 lutego 2004, Birmingham)

Źródło: 